# Jean Baptiste Barla
Jean Baptiste (Giambattista) Barla (Nizza, 3 maggio 1817 – 6 novembre 1896) è stato un micologo francese.
Fu direttore del Museo di Storia naturale di Nizza che aveva realizzato nel 1846 insieme a Jean-Baptiste Vérany.

## Pubblicazioni
- (1858) Aperçu mycologique et catalogue des champignons observés dans les environs de Nice
- (1859) Les champignons de la province de Nice et principalement les espèces comestibles, suspectes ou vénéneuses
- (1889 - 1892) Flore mycologique illustrée. Les champignons des Alpes maritimes avec l'indication de leur propriétés utiles ou nuisibles
- (1996) Flore illustrée de Nice et des Alpes-Maritimes:  iconographie des orchidées